# Sociedade segmentar
Uma sociedade segmentar é em antropologia um modelo de sociedade dividido em vários níveis hierárquicos em muitos componentes semelhantes, opostos uns aos outros em cada nível, mas integrados em um nível superior. O modelo segmentar foi aplicado a muitas sociedades, principalmente no mundo mediterrâneo, da África do Norte (berberes), do Médio Oriente (iemenitas, bactiaris) do Chifre da África (Cusitas), da Europa (Corsicanos, gregos), da África subsariana (Nueres, Tives), do Sudeste Asiático, etc.